# 真山亞子
真山亞子（日语：／ Ayama Ako，1958年11月15日—）是日本女性聲優、舞台演員。 岐阜縣土岐市出身，岐阜縣立多治見北高等學校、東洋大學卒業。原屬Production baobab，現在是Kenyu Office所屬，2003年以「水原琳」這個名字活躍，聲音和京田尚子極為相似。

## 作品

### 電視動畫
- 忍者亂太郎（亂太郎之母、竹網公主）
- 我們這一家（大嬸A、老奶奶、老婦人）
- 極樂天師!!（主婦）
- 看向這邊！美伊子（美伊子的祖奶奶（老奶奶））
- 怪 ayakashi- 天守物語（長舌姥姥）
- 沉默的未知（史黛西小姐）
- GUNDAM系列作品
  - 機動武鬥傳G鋼彈（ボロー）
  - 機動新世紀鋼彈X（母親）
- 去吧！稻中桌球社（岸本亞里莎、娜娜、櫻井）
- 海潮之聲（女學生）
- 飛輪少年（鴉片窟女東）
- 航海王（Miss Double Fingers、可可羅、紐婆婆）
- H2（川村光）
- 反斗小王子（蛾的奶奶）
- 星際牛仔（寵物商店持有者）
- 大嘴鳥（梅梅莉丘‧吉羅利）
- 金田一少年事件簿（黑河美穗、相馬妙子、太刀川都的母親）
- 南國少年奇小邪（卡琳）
- 鬼太郎第五部（磯女）
- 攻殼機動隊 STAND ALONE COMPLEX（瑪塔）
- 甲蟲王者（ノロ）
- 超級小黑咪（少年、フカキョン）
- 獸神演武（老婆婆）
- 戰鬥陀螺（布魯斯、馬里歐）
- 21衛門（女學生B、小寶寶）
- 咕嚕咕嚕魔法陣（ケベスベス）
- 櫻桃小丸子（杉山、豬太郎的母親、島崎、石山柿繪、佐佐木奶奶、保健室醫生）※第1話
- 哆啦A夢 (大山羨代版)（捕手、大嬸、小孩子A、少年B）
- 哆啦A夢 (水田山葵版)（老婆婆、奶奶、小夫的祖奶奶）
- 偵探學園Q（摔跤選手1號）
- 大正野球娘。（芭芭拉・麥格雷果）
- SOUL EATER（阿姨）
- 守護者系列（陀珞烗）
- 名犬萊西（威廉）
- 名偵探柯南（房東、沙織、林静江、老奶奶、新出美津、片桐真帆、草野美津、洗衣店的老闆娘、店員、三島五月）
- 重裝甲少女組（原宿昌代）
- 物 怪（阿蝶的母親）
- 烘焙王（老婆婆）
- 波菲的漫長旅程（葛瑞塔‧馬丁尼）
- 魔人偵探腦嚙涅羅（滿田照子）
- 幽遊白書（魅由鬼）
- 雪之女王（洗衣女子）
- 失落的宇宙（提姆）
- 蜂蜜幸運草（嬸婆）
- 動物偵探奇魯米（香蘭婆）
- 元素獵人（艾咪·卡爾）
- 海物語（老奶奶）
- 四疊半宿舍，青春迷走（占卜婆婆）
- 墓場鬼太郎（水木的母親）

1987年
- 超能力魔美（小孩A、男孩子、主婦、女性社員A、女性A 等）

1988年
- 美味大挑戰（田畑絹江、鄰居B、小販女B、女性B 等）

1992年
- 蠟筆小新（川村初子、平本涼子、櫻千留子、均一的母親、大屋主代〈第2代〉 等）

1994年
- 秀逗泰山阿達（馬修斯、貝茲〈第1代〉、シュウクルート）

1995年
- 怪盜Saint Tail（千代）

1998年
- 小豬萬萬歲（校長的太太）

2004年
- 妄想代理人#13
- 馳風競艇王（阿澄的母親）
- 忘卻的旋律（理事長）

2005年
- 洛克人EXE Stream（壽子）

2006年
- 怪醫黑傑克（羅咪的母親）
- 怪醫美女RAY（阿姨）
- 貧窮姊妹物語（蔬果市場的大嬸）

2007年
- 拯救德尔拖拉（吉尼）

2008年
- Yes! 光之美少女5（餐廳老闆娘）

2010年
- 青春CUP（塚本老師）
- 怪談餐館（加代的母親）

2011年
- 輕鬆百合（池田姊妹的祖母）

2012年
- 坂道上的阿波羅（千太郎的祖母）

2014年
- 宇宙浪子（星長之母）
- FAIRY TAIL（歐芭·芭芭莎瑪、大家﹝房東太太﹞）
- 鬼燈的冷徹（奪衣婆）
- 名偵探柯南 江戶川柯南失蹤事件 〜史上最糟糕的兩天〜（公共浴場的阿姨）
- ONE PIECE “3D2Y” 跨越艾斯之死! 魯夫與夥伴的誓言（涼婆婆）

2015年
- Aquarion_Logos（遙香婆婆）
- 海螺先生（日语：サザエさん_(テレビアニメ)）

2016年
- FAIRY TAIL ZERØ（歐芭·芭芭莎瑪、老婆婆）
- 名侦探柯南（島尾舟 #820）
- 初戀怪獸（櫃台婆婆）
- 亞爾斯蘭戰記 風塵亂舞（喬凡娜）
- 龍族拼圖X（婆婆）

2017年
- 夏目友人帳 陸（銀露）
- 鬼燈的冷徹 第貳期（奪衣婆）

2018年
- 鬼燈的冷徹 第貳期 其之貳（奪衣婆）
- 千緒的通學路（白蹭Wi-Fi的老奶奶）

2019年
- 海螺小姐（高見夫人、伊藤海螺、鹽島、松田、妻子、小千 等）

2021年
- 燒窯的話也要馬克杯（土岐川幸惠）

2022年
- 泡泡糖忍戰（占卜師）
- 名侦探柯南 零的日常（鶴山麗子）
- 終末的後宮（伊藤）
- 王者天下第四季（曾祖母）

2025年
- 亂馬1/2（第2作）（可崘[1]）

### OVA
1987年
- 风与木之诗 三圣颂（内卡）

1994
- 銀河英雄傳說（地球教徒）
- 疾風戰士（克里斯）

2005年
- 鴉 -KARAS-（鶴田女警）

2015年
- 一拳超人 #00「英雄的道路」（房東）

### 劇場版動畫
1992年
- 櫻桃小丸子：我最喜歡的歌（杉山）

1996年
- 電影 忍者亂太郎（亂太郎的母親）

1997年
- 名偵探柯南 引爆摩天樓（少年、老奶奶）
- 蠟筆小新：黑暗珠珠大追擊（珠由良媽媽）

1999年
- 金田一少年之事件簿2 殺戮的深藍（食堂伯母）
- 大雄的結婚前夜（隔壁的阿姨）

2013年
- 春HAL（月子）

2015年
- 櫻桃小丸子：來自義大利的少年（杉山）

2017年
- 電影版妖怪手錶：光影之卷 鬼王的復活（老婆婆）

2021年
- 妖怪手錶：永遠的朋友（有星キネ）

## 來源
1. ↑  . Comic Natalie. 2025-06-22  [2025-06-22] （日语）.

## 外部連結
- Kenyu Office公開簡歷 （页面存档备份，存于）（日語）
- Production baobab公開簡歷（日語）
- あッこりゃまたチャンネル（日語）
- あッこりゃまた日記 （页面存档备份，存于）（日語）
- ストーマちゃんのつぶやき （页面存档备份，存于）（日語）